# Nico Pepe
Pour les articles homonymes, voir Pepe.
Nico Pepe, né le 19 janvier 1917 à Udine et mort le 13 août 1987 dans la même ville, est un acteur italien de cinéma, aussi comédien et metteur en scène au théâtre.

## Biographie
Nico Pepe est apparu dans 89 films entre 1936 et 1981.

## Filmographie partielle
- 1941 : Mademoiselle Vendredi
- 1944 : Zazà
- 1949 : Riz amer
- 1949 : J'étais une pécheresse (Ho sognato il paradiso)
- 1950 : Mon frère a peur des femmes (L'inafferrabile 12) de Mario Mattoli
- 1950 : Totò Tarzan de Mario Mattoli
- 1951 : Accidenti alle tasse!! de Mario Mattoli
- 1952 : La Fille du diable (La figlia del diavolo) de Primo Zeglio
- 1952 : Le Fils de Lagardère (Il figlio di Lagardère) de Fernando Cerchio
- 1954 : Le Vicomte de Bragelonne
- 1954 : Gran varietà de Domenico Paolella, segments Mariantonia et Il fine dicitore
- 1955 : Les Aventures et les Amours de Casanova (Le avventure di Giacomo Casanova) de Steno
- 1956 : L'Intruse (L'intrusa) de Raffaello Matarazzo
- 1960 : Le Diabolique Docteur Mabuse
- 1960 : Thésée et le Minotaure
- 1961 : En plein cirage
- 1961 : Le Monocle noir
- 1962 : Foudres sur Babylone
- 1962 : Rencontres
- 1973 : La Grosse Tête